# Траверсер
Траверсе́р (фр. Traversères) — коммуна во Франции, находится в регионе Юг — Пиренеи. Департамент — Жер. Входит в состав кантона Сарамон. Округ коммуны — Ош.
Код INSEE коммуны — 32454.

## География

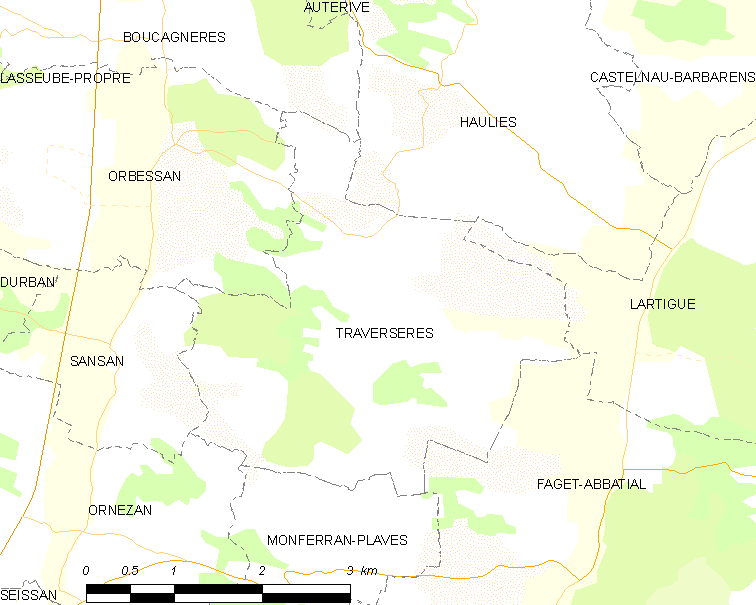
Карта коммуны

Коммуна расположена приблизительно в 610 км к югу от Парижа, в 65 км западнее Тулузы, в 14 км к юго-востоку от Оша.

## Климат
Климат умеренно-океанический. Лето жаркое и немного дождливое, температура часто превышает 35 °С. Зимой часто бывает отрицательная температура и ночные заморозки. Годовое количество осадков — 700—900 мм.

## Население
Население коммуны на 2010 год составляло 79 человек.
| 1962 | 1968 | 1975 | 1982 | 1990 | 1999 | 2010 |
| ---- | ---- | ---- | ---- | ---- | ---- | ---- |
| 106  | 95   | 81   | 83   | 66   | 63   | 79   |

## Администрация
| Период | Период | Фамилия         | Партия       | Примечания |
| ------ | ------ | --------------- | ------------ | ---------- |
| 2001   | 2012   | Жан-Мишель Льяр | беспартийный |            |
| 2012   | 2020   | Андре По        | беспартийный |            |

## Экономика
В 2010 году среди 48 человек трудоспособного возраста (15-64 лет) 37 были экономически активными, 11 — неактивными (показатель активности — 77,1 %, в 1999 году было 73,7 %). Из 37 активных жителей работали 36 человек (20 мужчин и 16 женщин), безработной была 1 женщина. Среди 11 неактивных 4 человека были учениками или студентами, 4 — пенсионерами, 3 были неактивными по другим причинам.